# Naoko
Naoko (jap. なおこ, ナオコ) − żeńskie imię japońskie, które jest czasami pisane Nahoko (jap. なほこ, ナホコ).

## Możliwa pisownia
Naoko można zapisać, używając wielu różnych znaków kanji i może znaczyć m.in.:
- 直子, „uczciwy, dziecko”
- 尚子, „szacunek, dziecko”
- 奈緒子, „Nara, kabel, dziecko”
- 菜緒子, „warzywa, kabel, dziecko”
- 奈央子, „Nara, centralny, dziecko”
- 菜穂子, „warzywa, ucho, dziecko”
- 奈保子, „Nara, ubezpieczenie, dziecko”

## Znane osoby
- Nahoko Uehashi (菜穂子), japońska pisarka
- Naoko Azegami (尚子), japońska biathlonistka
- Naoko Fukazu (尚子), japońska tenisistka stołowa
- Naoko Iijima (直子), japońska aktorka
- Naoko Imoto (直歩子), japońska pływaczka specjalizująca się w stylu dowolnym
- Naoko Ken (ナオコ), japońska piosenkarka i aktorka
- Naoko Kijimuta (直子), japońska tenisistka
- Naoko Kouda (直子), japońska seiyū
- Naoko Matsui (菜桜子), japońska seiyū
- Naoko Mori (尚子), japońska aktorka
- Naoko Satō (佐藤 直子), japońska tenisistka
- Naoko Sawamatsu (奈生子), japońska tenisistka
- Naoko Takahashi (尚子), japońska lekkoatletka specjalizująca się w maratonie
- Naoko Takeuchi (直子), japońska mangaka, autorka m.in. Czarodziejki z Księżyca
- Naoko Yamazaki (直子), druga Japonka zakwalifikowana jako astronauta
- Naoko Watanabe (菜生子), japońska seiyū

## Fikcyjne postacie
- Naoko Akagi (ナオコ), bohaterka mangi i anime Neon Genesis Evangelion